# 陳一洙
陳一洙（1552年—？），字國潢，號景山，福建漳州府漳浦縣人，軍籍，明朝政治人物。

## 生平
隆慶四年（1570年）庚午科福建鄉試第十六名，萬曆五年（1577年）丁丑科會試第七十二名，登三甲第一百三十四名進士。历任灵川县知县、嘉定州知州、户部郎中，二十三年（1595年）五月升江西副使，二十六年六月升湖广右参政，二十九年四月官至四川按察使兼右参议。

## 家族
曾祖陳懋昭；祖父陳恕，曾任壽官；父陳銓。母劉氏。具慶下。